# Grosshöchstetten
Grosshöchstetten là một đô thị ở huyện Konolfingen ở bang Bern ở Thụy Sĩ. Đô thị này có diện tích 3,4 km², dân số năm tháng 12 năm 2018 là 4165 người.